# Herrand (Bischof von Straßburg)
Herrand, auch Hecill, Wizelin oder Hetzel genannt, († 15. Januar 1065) war Bischof von Straßburg von 1047 bis zum Tod 1065 unter den Pontifikaten von Damasus II., Leo IX., Viktor II., Stephan IX., Nikolaus II. und Alexander II. Die damals regierenden Kaiser waren Heinrich III. und Heinrich IV.

## Leben und Wirken

### Schwankende Namensgebung
Aufgrund der unklaren Namensgebung ist eine Verwechslung möglich. Ein Hacelin wurde im April 1047 Bischof von Bamberg. Ein Hecilo, Propst von Goslar, wurde allerdings später im Jahre 1054 Bischof von Hildesheim. Französischsprachige Quellen, Webseiten und Übersetzungen von Regesten benennen ihn Bischof Hermann.
Auf einer französischsprachigen Webseite zu der Geschichte der Stadt Straßburg wird er ebenfalls Hetzel von Dabo genannt. Der Name Hetzel stimmt mit jenem einiger deutscher Nachschlagewerke überein, doch es ist bisher keine Verwandtschaft mit dem Dagsburger Geschlecht oder den Grafen von Egisheim-Dabo urkundlich bzw. genealogisch nachweisbar.
Ein französisches Werk, das sich mit den Münzen des ehemaligen Hochstifts Straßburg beschäftigt, erwähnt 4 Bischöfe, die im numismatischen Bereich im Gegensatz zu den stadteigenen Münzen von Bischof Werner I. keine denkwürdigen Spuren hinterlassen haben: Wilhelm I. von Straßburg, Hetzelo, Wernher und Theobald.

### Ein dem Heiligen Stuhl getreuer Diener
Herrand war vor seiner bischöflichen Amtszeit Dompropst von Speyer. Sein Nachfolger muss der Eichstätter Domherr Gotebold gewesen sein, denn er wird 1048 als Propst in Speyer bezeichnet, als er in diesem Jahr zum Patriarchen von Aquileia erhoben wurde. Dies zeigt, dass die Propsteien zu Goslar oder Speyer zu höheren Funktionen verholfen haben. 
Kaiser Heinrich III. beförderte Herrand nach dem Tod von Bischof Wilhelm I. auf den Sitz von Straßburg. Der Kaiser bestätigte ihm am 8. Juli 1048 die Privilegien, die seinen Vorgängern geschenkt wurden. 

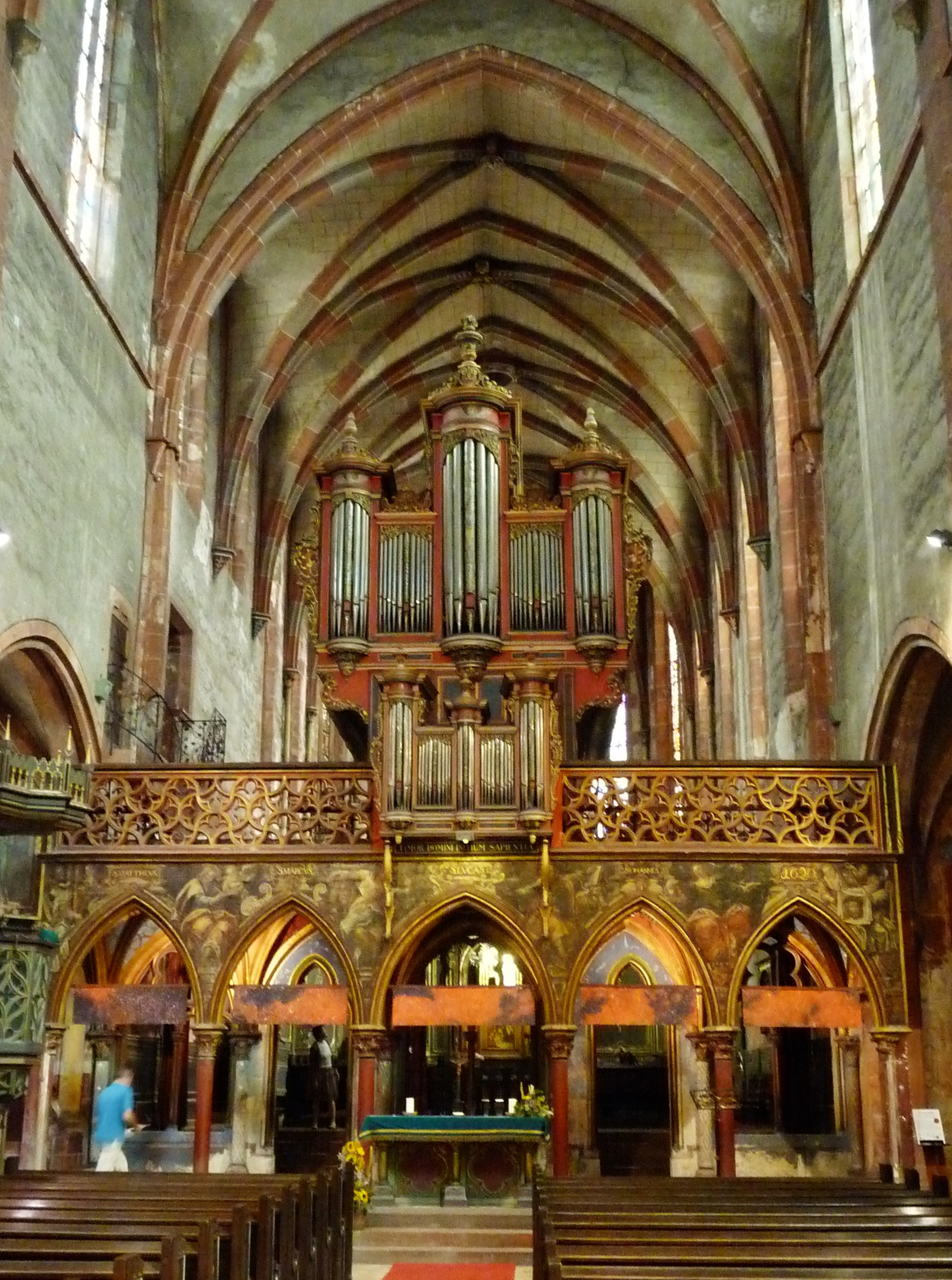
Saint-Pierre-le-Jeune, Strasbourg

Um 1049 stiftete Herrand in der Kirche Alt-Sankt-Peter sechs, die zu den schon bestehenden Pfründen hinzukamen. Die Kirche wurde unter der Verwaltung seines Vorgängers angefangen und 1049 ausgebaut. Sie wurde dann durch den elsässisch-lothringischen Papst Leo IX. in seinem ersten Pontifikatsjahr eingeweiht. Der Papst hinterließ der Kirche das seidene Gewand, das er für die liturgische Weihungszeremonie getragen hatte.

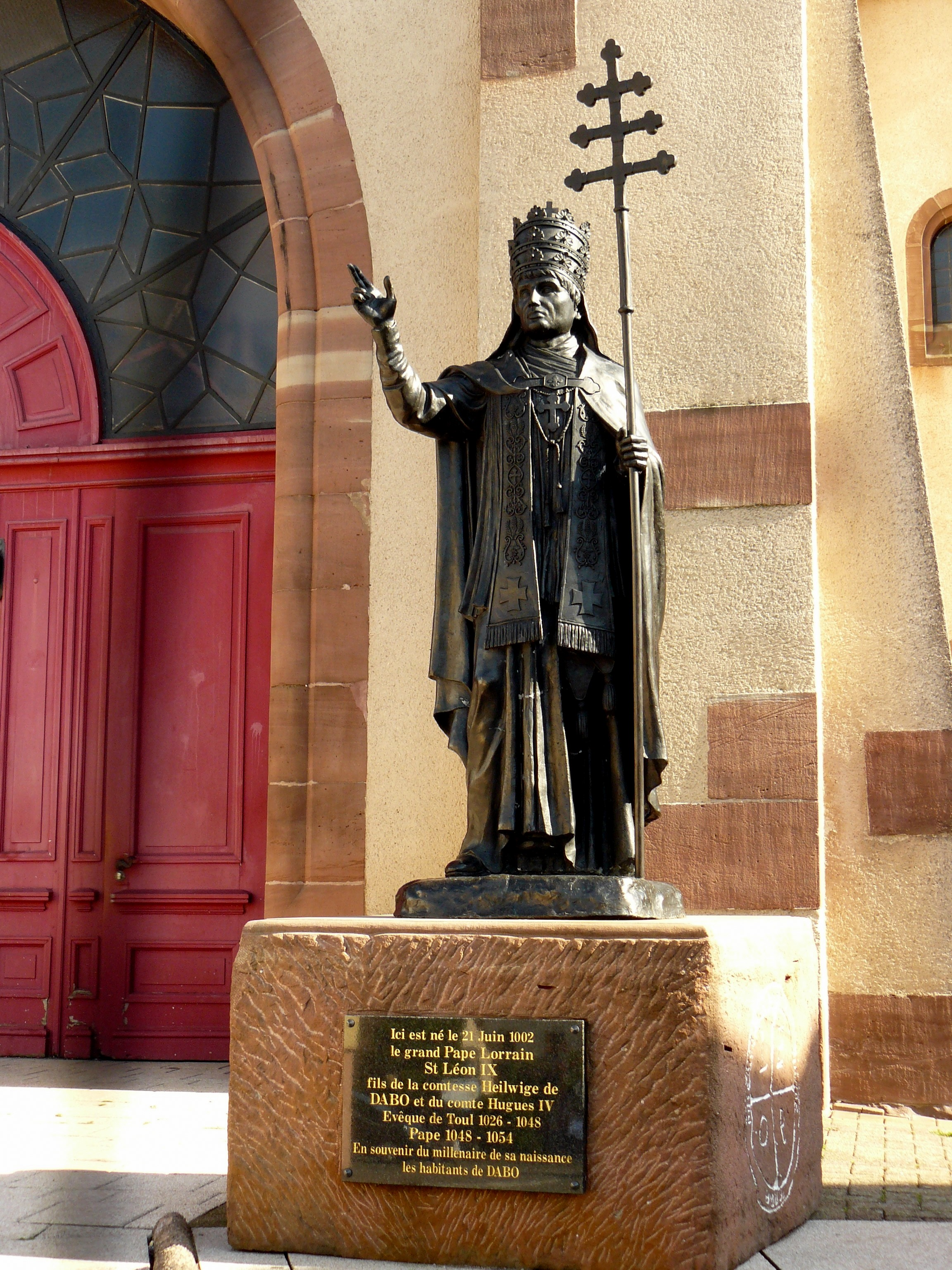
Statue des Papstes Leo IX. in Dabo (Moselle, France)

Leo IX. unternahm zwei apostolische Reisen ins Elsass und nach Lothringen nacheinander in den Jahren 1049 und 1050. Er besuchte und weihte zahlreiche Klöster. Unter der Verwaltung Bischof Herrands konsekrierte er in Straßburg die Kirche Jung-Sankt-Peter am "Mittwoch in der Charwoche", dann die Sankt-Michaelskapelle, wo der heilige Arbogast begraben lag, und die Kapelle der Heiligen Walburga, die später in Sankt-Barbara-Kirche umbenannt wurde. 
Am 25. Dezember 1058 beging Kaiser Heinrich IV. das Weihnachtsfest in Straßburg, so kann mit großer Wahrscheinlichkeit vermutet werden, dass bei so einem offiziellen Besuch der amtierende Bischof Herrand die Weihnachtsmesse gehalten hat. 
Heinrich schlichtete 1059 einen Streit zwischen der bischöflichen Kirche zu Straßburg und dem Grafen Heinrich um den Wildbann in einem in deren Besitz befindlichen Forst, indem er auf Bitten Bischof Herrands (Hecill) sowie aufgrund der Intervention seiner Mutter, der Kaiserin Agnes, den Wildbann über den innerhalb näher bezeichneter Grenzen im Elsaß in der Grafschaft des Grafen Heinrich gelegenen Forst dem Bischof und dessen Nachfolgern verleiht mit der Verfügung, dass dem Bischof zwei Drittel, dem Grafen ein Drittel der Nutzung zustehen sollen.
1061 schenkte das gräfliche Ehepaar, Folmar und Heiliga von Ortenberg, dem Bistum Straßburg das Kloster Hugshofen im elsässischen Weilertal (Val de Villé).
Am 2. Mai 1064 weihte Erzbischof Siegfried von Mainz in Gegenwart von Bischof Herrand die Kapelle der heiligen Dreifaltigkeit, die der fromme Eremit Godfrid auf dem Kastelberg bei Andlau gebaut hatte. 

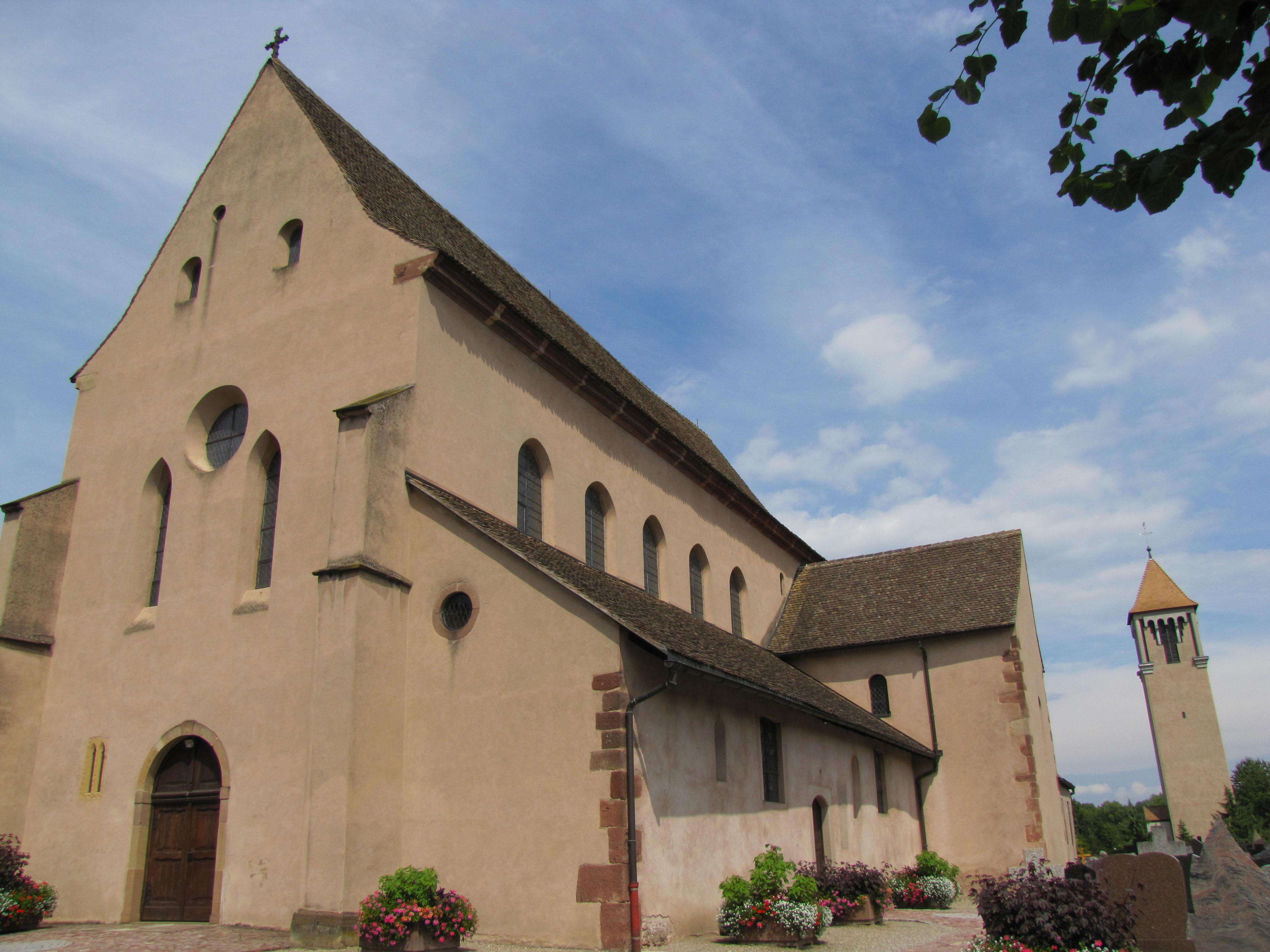
Kloster Eschau: Kirche Saint-Trophime

Als der hochwürdigste Herr Bischof merkte, dass sein Ende nahte, bereicherte er das Kloster Eschau mit Gütern und starb kurz danach am 12. Januar 1065. Er wurde in der Collegialkirche zu Jung-Sankt-Peter begraben. 
Auf seinem Grab stehen folgende Verse:
„Qui velatus erst Argentinense tiara,
Dum studet hanc aedem magnificare Dei
Sex quoque praebendis, abiit super aethera felix.
Hetzelonis humo molliter ossa cubant.“
„Derjenige, der das Haupt mit der Strassburger Mitra geziert, sich befließ, dieses Gotteshaus mit sechs Pfründen zu verherrlichen, hat sich zur Seligkeit in den Himmel erschwungen. Die Gebeine Hetzels ruhen sanft im Schoß der Erde“.